# 加内特希尔犹太会堂
加內特希尔犹太会堂（Garnethill Synagogue）位于苏格兰格拉斯哥的加內特希尔区。是利物浦以北最好的维多利亚时期犹太会堂建筑
，被列入英国古老犹太会堂的前十名。。

## 建筑
犹太会堂建于1879-81年。该建筑的外观为罗马复兴风格，内部则体现拜占庭复兴风格。布局符合犹太教的习俗，在祈祷时面向东面的耶路撒冷。。
入口上方雕刻希伯来文的申命记32章12节：“耶和华独自引导他，并无外邦神与祂在一起”。这节经文中使用的希伯来字母的数值加起来等于建筑物奠基的日期。
会堂内总共有580个座位，其中男士362个座位，女士218个座位。

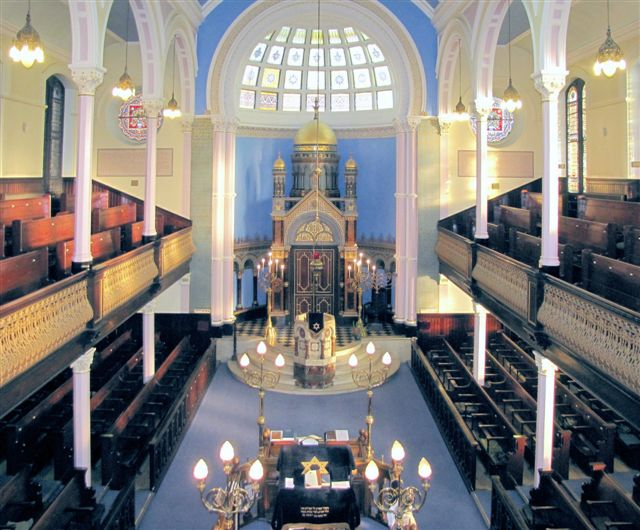

该犹太会堂在1979年被列为B类登录建筑，2004年升格为A类登录建筑。
除了星期六早上举行的安息日仪式，还举行逾越节等节日庆祝活动，以及婚礼。仪式使用希伯来语和英语。该犹太会堂欢迎家庭，学生和游客。
苏格兰犹太档案中心（Scottish Jewish Archives Centre）成立于1987年，设于加内特希尔犹太会堂。